# A szemközti ablak
A szemközti ablak (eredeti cím: La finestra di fronte) Ferzan Özpetek által rendezett és írt 2003-as olasz-brit-török-portugál romantikus-dráma film. A film készítésében a rendező segítségére volt Gianni Romoli is. Főszereplő: Giovanna Mezzogiono, Massimo Girotti, Raoul Bova, és Filippo Nigo is.
A történet egy családot mutat be, akik Róma egy nem túl jómódú negyedében élnek. Bemutatja a szeretetet, a vágyódást, a racionalizmust, és a szentimentalizmust. A készítők feltételeztek valamilyen intelligenciát a nézőktől, hiszen a film ugyan elmagyarázza a történéseket, de vannak olyan jelenetek, amiknek a megértése a néző tudatára van hagyatva (például a film vége).
Érdekességként lehet megemlíteni, például hogy Mezzogiorno és Nigro a saját nevével játszotta a filmet. Massimo Girotti a film bemutatója előtt egy hónappal, 2003. január 5-én szívinfarktusban meghalt, ezért a cselekmény végét a főhősnő már csak meséli.

## Cselekmény
|  | Alább a szemközti ablak cselekményének részletei következnek! |

A történet Rómában indul 1943-ban, amikor a fiatal Davide Veroli (Massimo Poggio) egy pékségben – egy dulakodást követően – meggyilkolja a kollégáját, majd elmenekül. Ezt követően kerülünk a jelenbe, amikor Giovanna (Giovanna Mezzogiorno) és Filippo (Filippo Nigro) rátalál a Tevere folyót átívelő Sant’Angelo híd-on egy amnéziás idős férfira (Massimo Girotti). Az öregúr egy köteg pénzt tart a kezében, és a hozzá idézett kérdésekre sem válaszol. Giovanna és Filippo úgy dönt, elviszi a rendőrségre, ahol tudják, mit kell tenni, de este Filippo mégis a férfivel tér vissza. Filippo szeretné, hogy maradjon, de Giovanna ellenzi ezt a gondolatot. Némi vita után a férfi marad. Martina (Benedetta Gargari) a kislányuk addig faggatja, amíg az öregúr kimondja, hogy Simone a neve.
Giovanna már régóta álmodozik a szemközti lakásban élő fiatalemberről, Lorenzóról (Raoul Bova), akinek a segítségével próbálja meg földeríteni Simone kilétét. Kiderül, hogy Simone valójában Davide Veroli, aki homoszexuális, és zsidó származású. Emiatt koncentrációs táborba is került, erre utalnak az alkarjára tetovált számok is. 1943-ban sikerült megmenekülnie egy deportálás elől, és mivel a döntés a kezében volt, azt a lehetőséget választotta, hogy inkább figyelmezteti a népét a közeledő veszélyről, viszont így akit igazán szeretett Simone-t nem állt módjában megmenteni, és meghalt (ez adja meg a film elején elkövetett gyilkosságot). Davide ezt a döntést az egész életében bánta. Ennek hatására Giovanna ráébred arra, hogy munkáját a baromfiüzemben, mint könyvelő, nem neki találták ki, sokkal inkább a cukrászattal szeretne foglalkozni.
Közben a gyönyörű Giovanna gondolataiban egyfolytában csak Lorenzo jár, ezért Giovanna munkatársa és egyben barátnője, Eminé (Serra Yilmaz) azt javasolja neki, hogy töltsön el vele egy éjszakát, és kapcsolódjon ki a nehéz napi robotmunkából. Miután a parkban megtörtént az első csók, Giovanna megfogadja Eminé tanácsát. Lorenzo lakásában azonban betekintést nyer a szemközti ablakban lévő életére, és egyfajta visszaemlékezés során elgondolkozik azon, hogy megéri-e a szeretteit, az álmait, és az erkölcsét elveszíteni. E gondolatmenetet követve pedig Giovanna otthagyja Lorenzót, aki másnap elutazik munkaügyben Ischia szigetére. A következő napon Eminé ismét meggyőzi Giovannát, hogy menjen, és ne dobjon el egy ilyen lehetőséget. A lány némi hezitálás után, leszalad a lépcsőn, de Lorenzót már nem találja meg az utcán.
A film végén Giovanna már csak meséli az események alakulását – ott ahol a fiatal Davide és Simone üzenetet hagytak egymásnak, mivel a kapcsolatukat nem vállalhatták föl – Filippo nappalos műszakot kapott a benzinkútnál, Ő pedig munkát egy cukrászdában, Martina még mindig Simone-nak szólítja stb. Giovanna tükrözi a film során a valódi memóriát, amely a legigazibb identitás, és segít nekünk megérteni nemcsak azt, hogy kik vagyunk, hanem kik szeretnénk lenni, mert a tapasztalataink igen erősen befolyásolják a jövőbeli döntéseinket.
|  | Itt a vége a cselekmény részletezésének! |

## Szereplők
A magyar szinkront az Odeon megbízásából az Aktív Kommunikációs Iroda készítette 2004-ben.
| Színész              | Szerep          | Magyar hang    |
| -------------------- | --------------- | -------------- |
| Giovanna Mezzogiorno | Giovanna        | Kiss Eszter    |
| Massimo Girotti      | Davide Veroli   | Makay Sándor   |
| Raoul Bova           | Lorenzo         | Papp Dániel    |
| Filippo Nigro        | Filippo         | Rába Roland    |
| Serra Yilmaz         | Eminé           | Szabó Éva      |
| Maria Grazia Bon     | Sara            | Némedi Mari    |
| Massimo Poggio       | Davide fiatalon | Nem szólal meg |
| Ivan Bacchi          | Simone          | Nem szólal meg |
| Benedetta Gargari    | Martina         | Talmács Márta  |
| Carlo Daniele        | Marco           | Morvay Bence   |

## Zene
A film zenéjét Andrea Guerra szerezte.
- Sezen Aksu – Karşı pencere (bevezető zene)
- Il pensiero di te
- Guadalupe Pineda featuring Los Tres Ases – Historia de un amor
- La scelta
- Il confronto
- Nada – Ma che freddo fa
- Le torte e i ricordi
- La panchina sul prato
- L'amore perduto (adagio)
- Mina – Chihuahua
- La finestra di fronte (epilogo)
- Una lettera mai letta
- Sezen Aksu – Şarkı söylemek lazım
- Il confronto
- L'amore perduto
- Giorgia – Gocce di memoria (kivezető és filmzene)

## Díjak és jelölések2003-ban
Díjak
David di Donatello-díj (2003)
- Legjobb film: Ferzan Ozpetek
- Legjobb filmzene: Andrea Guerra
- Legjobb női alakítás: Giovanna Mezzogiorno
- Legjobb férfi alakítás: Massimo Girotti
- Zsűri különdíja: Ferzan Ozpetek

Karlovy Vary-i Nemzetközi Filmfesztivál (2003)
- Legjobb rendező: Ferzan Ozpetek
- Legjobb női alakítás: Giovanna Mezzogiorno

Jelölések
David di Donatello Díj (2003) 
- Legjobb rendező jelölés: Ferzan Ozpetek
- Legjobb operatőr jelölés: Gianfilippo Corticelli
- Legjobb női mellékszereplő jelölés: Serra Yilmaz
- Legjobb vágás jelölés: Patrizio Marone
- Legjobb forgatókönyv jelölés: Gianni Romoli, Ferzan Ozpetek